# عبدولاي كامارا فاليسادي
عبدولاي كامارا فاليسادي (بالفرنسية: Abdoulaye Camara)‏ (2 يناير 1980 باماكو مالي - ) هو لاعب كرة قدم مالي، يلعب كمدافع، شارك في كأس الأمم الأفريقية 2002.

## روابط خارجية
- عبدولاي كامارا فاليسادي على موقع الاتحاد الدولي (مؤرشف)  (الإنجليزية)
- عبدولاي كامارا فاليسادي على موقع قاعدة بيانات كرة القدم.إي يو (الإنجليزية)
- عبدولاي كامارا فاليسادي على موقع ناشيونال فوتبول تيمز (الإنجليزية)